# Alprenoksim
Alprenoksim je beta blokator. On je prolek alprenolola.